# Most Älvsborg
Most Älvsborg (szw. Älvsborgsbron) – most wiszący nad rzeką Göta älv w Göteborgu, łączący północną (wyspa Hisingen) i południową część miasta. Most został zaprojektowany przez architekta Svena Olofa Asplunda i wybudowany, po około 3 latach, w 1966 roku.
Długość mostu wynosi 933 metry, wysokość to 107 metrów.